# 大岩山大五郎
大岩山 大五郎（おおいわざん だいごろう、1919年5月20日 - 1980年12月5日）は、東京都中央区（入門時は東京府東京市京橋区）入船出身で立浪部屋に所属した大相撲力士。本名は船橋 金次（ふなばし きんじ）。最高位は西前頭9枚目（1948年10月場所）。現役時代の体格は179cm、120kg。得意手は右四つ、上手投げ。

## 来歴・人物
17歳の時に立浪部屋へ入門し、1937年5月場所で初土俵を踏んだ。
序ノ口当初より「大岩山」を名乗り、以降は「東岩」や「羽衣」に改名した時期もあったが、いずれも短期間で元の「大岩山」に戻している。
その前後、1944年11月場所で新十両昇進、1946年11月場所で入幕と順調に出世。
力持ちであり右四つ左上手になると強く、稽古場では抜群に強かったが、極度の近視というハンディもあって離れて取る相撲を得意とした力士には苦戦した。
幕内で最も活躍したのは1952年5月場所で、三賞受賞は逸したが12勝3敗と大勝ちし、優勝争いにも参加している。
幕内上位への進出は果たせなかったものの、弓取り力士として人気があり、入幕してからも弓取り式を担当していた。
元大相撲力士である力道山光浩（最高位・関脇、当時はプロレスラー）が大阪府立体育館（1953年3月場所）で撮影した、大岩山の弓取り映像が現存している。
1954年3月場所限りで引退後は、年寄・鳴戸を襲名し、立浪部屋付きの親方として後輩達を指導。日本相撲協会では、相撲教習所の指導員を永年に亘って務めた他木戸主任を務めたが、晩年は糖尿病から脱疽となり闘病生活を送り、その期間に鳴戸の名跡を大関貴ノ花に譲渡する契約をしていた。1980年12月5日、敗血症のため東京都港区内の病院で逝去。61歳没。

## エピソード
- 現役時代から同部屋の若羽黒とは仲が良く、1965年7月に神奈川県三浦市の油壺観光ホテルで行われた、彼の断髪式にも参加している。まだ独身だった頃の若羽黒が部屋の許可を得ずにマンション暮らしを始めた際には既に年寄・鳴戸を襲名していた大岩山が私生活を管理していたといい、この生活ぶりを「鳴戸部屋」と揶揄する者もいた。
- 一時期、「羽衣天昇（はごろも てんしょう）」という珍名を名乗っていた[1]。

## 主な戦績
- 通算成績：196勝252敗 勝率.438
- 幕内成績：91勝143敗 勝率.389
- 現役在位：39場所
- 幕内在位：17場所
- 各段優勝
  - 幕下優勝：1回（1945年6月場所）
  - 十両優勝：1回（1951年5月場所）

## 場所別成績
| 1937年 （昭和12年） | x                  | x                        | （前相撲）            | x                 |
| 1938年 （昭和13年） | （前相撲）         | x                        | 東序ノ口10枚目 2–5    | x                 |
| 1939年 （昭和14年） | 西序二段54枚目 4–3 | x                        | 東序二段2枚目 4–4     | x                 |
| 1940年 （昭和15年） | 西三段目57枚目 5–3 | x                        | 東三段目29枚目 4–4    | x                 |
| 1941年 （昭和16年） | 西三段目23枚目 4–4 | x                        | 西三段目5枚目 4–4     | x                 |
| 1942年 （昭和17年） | 東三段目4枚目 2–6  | x                        | 西三段目20枚目 4–4    | x                 |
| 1943年 （昭和18年） | 東三段目13枚目 6–2 | x                        | 西幕下39枚目 4–4      | x                 |
| 1944年 （昭和19年） | 東幕下33枚目 5–3   | x                        | 西幕下13枚目 4–1      | 東十両14枚目 3–7  |
| 1945年 （昭和20年） | x                  | x                        | 西幕下2枚目 優勝 5–0  | 西十両4枚目 7–3   |
| 1946年 （昭和21年） | x                  | x                        | x                     | 西前頭13枚目 3–10 |
| 1947年 （昭和22年） | x                  | x                        | 東前頭18枚目 5–5      | 東前頭12枚目 6–5  |
| 1948年 （昭和23年） | x                  | x                        | 西前頭11枚目 6–5      | 西前頭9枚目 1–10  |
| 1949年 （昭和24年） | 東前頭16枚目 4–9   | x                        | 東前頭19枚目 8–7      | 東前頭15枚目 5–10 |
| 1950年 （昭和25年） | 東前頭19枚目 7–8   | x                        | 西前頭19枚目 2–13     | 東十両7枚目 6–9   |
| 1951年 （昭和26年） | 西十両10枚目 10–5  | x                        | 東十両3枚目 優勝 12–3 | 西前頭15枚目 7–8  |
| 1952年 （昭和27年） | 東前頭16枚目 6–9   | x                        | 西前頭19枚目 12–3     | 東前頭10枚目 4–11 |
| 1953年 （昭和28年） | 西前頭15枚目 5–10  | 東前頭19枚目 7–8         | 西前頭19枚目 3–12     | 西十両4枚目 3–12  |
| 1954年 （昭和29年） | 東十両14枚目 6–9   | 東十両17枚目 引退 1–14–0 | x                     | x                 |
| 各欄の数字は、「勝ち-負け-休場」を示す。 優勝 引退 休場 十両 幕下 三賞：敢=敢闘賞、殊=殊勲賞、技=技能賞 その他：★=金星 番付階級：幕内 - 十両 - 幕下 - 三段目 - 序二段 - 序ノ口 幕内序列：横綱 - 大関 - 関脇 - 小結 - 前頭（「#数字」は各位内の序列） |                    |                          |                       |                   |

### 幕内対戦成績
| 力士名         | 勝数 | 負数 | 力士名 | 勝数 | 負数 | 力士名   | 勝数 | 負数 | 力士名 | 勝数 | 負数 |
| -------------- | ---- | ---- | ------ | ---- | ---- | -------- | ---- | ---- | ------ | ---- | ---- |
| 明瀬川         | 1    | 2    | 朝若   | 0    | 1    | 東海     | 1    | 1    | 五ツ海 | 1    | 2    |
| 五ッ洋         | 3    | 2    | 因州山 | 1    | 2    | 大江戸   | 2    | 1    | 大熊   | 2    | 1    |
| 大起           | 3    | 6    | 大ノ海 | 1    | 2    | 大ノ森   | 1    | 0    | 大晃   | 3    | 3    |
| 大蛇潟         | 1    | 5    | 甲斐錦 | 2    | 2    | 甲斐ノ山 | 2    | 3    | 鹿嶋洋 | 0    | 1    |
| 柏戸           | 2    | 1    | 神錦   | 2    | 2    | 清美川   | 0    | 1    | 九ヶ錦 | 2    | 0    |
| 九州錦         | 1    | 2    | 国登   | 1    | 2    | 高津山   | 2    | 0    | 琴ヶ濱 | 1    | 0    |
| 琴錦           | 1    | 1    | 相模川 | 2    | 3    | 櫻錦     | 0    | 1    | 四海波 | 1    | 0    |
| 信夫山         | 4    | 2    | 嶋錦   | 1    | 1    | 清水川   | 1    | 1    | 鯱ノ里 | 0    | 2    |
| 信州山         | 1    | 2    | 大天龍 | 0    | 3    | 大龍     | 1    | 0    | 竹旺山 | 1    | 0    |
| 常ノ山         | 1    | 5    | 鶴ヶ嶺 | 1    | 1    | 出羽錦   | 0    | 2    | 出羽湊 | 0    | 1    |
| 十勝岩         | 1    | 0    | 栃錦   | 1    | 2    | 鳴門海   | 1    | 4    | 羽嶋山 | 1    | 5    |
| 緋縅           | 4    | 2    | 備州山 | 0    | 1    | 平ノ戸   | 1    | 0    | 広瀬川 | 0    | 5    |
| 福ノ里         | 0    | 1    | 藤田山 | 3    | 6    | 藤錦     | 1    | 1    | 二瀬山 | 0    | 5    |
| 前ノ山(醍醐山) | 2    | 2    | 増巳山 | 2    | 2    | 松登     | 1    | 0    | 宮城海 | 2    | 3    |
| 陸奥ノ里       | 0    | 1    | 八方山 | 4    | 4    | 豊山     | 1    | 0    | 吉井山 | 1    | 8    |
| 芳ノ里         | 1    | 1    | 米川   | 1    | 1    | 若潮     | 2    | 1    | 若瀬川 | 1    | 1    |
| 若ノ花         | 1    | 1    |        |      |      |          |      |      |        |      |      |

## 改名歴
- 大岩山（おおいわざん、1938年5月場所-1941年5月場所）
- 東岩（あずまいわ、1942年1月場所-同年5月場所）
- 大岩山（おおいわざん、1943年1月場所-1948年10月場所）
- 羽衣（はごろも、1949年1月場所-同年10月場所）
- 大岩山（おおいわざん、1950年1月場所-1954年3月場所）

## 年寄変遷
- 鳴戸（なると、1954年3月-1980年12月）